# Natać (jezioro)
Natać – jezioro w woj. warmińsko-mazurskim, w powiecie szczycieńskim, w gminie Jedwabno, na południowy zachód od Jeziora Sędańskiego.
Jezioro jest hydrologicznie otwarte poprzez cieki: na północy wpływa rzeka Sawica z jeziora Sawica; na południu wypływa rzeka Sawica, która następnie łączy się z rzeką Saska i wpływają do Jeziora Sędańskiego.

## Opis
Zbiornik wąski i wydłużony z północnego zachodu na południowy wschód. Brzegi północne i południowe są płaskie, tam też leżą podmokłe łąki. Na pagórkowatych bądź łagodnie wzniesionych brzegach wschodnim i zachodnim rośnie las. Jezioro położone jest na obszarze Natura 2000.
Zbiornik linowo-szczupakowy, występuje także m.in. okoń.
Dojazd ze Szczytna drogą krajową nr 58 w stronę Nidzicy, następnie we wsi Sawica w lewo jedną z dróg gruntowych.

## Dane morfometryczne
Powierzchnia zwierciadła wody według różnych źródeł wynosi od 18,5 ha do 21,3 ha.
Zwierciadło wody położone jest na wysokości 130,2 m n.p.m. lub 130,0 m n.p.m. Średnia głębokość jeziora wynosi 2,0 m, natomiast głębokość maksymalna 5,6 m.